# Patah
El mont Patah (en indonesi: Gunung Patah) és, amb 2.852 metres sobre el nivell del mar, la muntanya més alta de la província indonèsia de Bengkulu. És un volcà del quaternari, cobert totalment pel bosc que es troba al sud-est del mont Dempo a l'illa de Sumatra. L'1 de maig de 1989, un pilot va observar una activitat de fumaroles prop del cim. La data exacta de la seva formació i la seva relació geològica amb el Patah són incertes. A la part sud del cràter hi ha un llac de cràter.
Es troba en l'àrea forestal protegida de RajaMandara.